# 拜托阿
19°19′12″N 70°42′0″W / 19.32000°N 70.70000°W
拜托阿（Baitoa），是多明尼加共和國的城鎮，位於該國西北部，由聖地牙哥省負責管轄，始建於2014年6月1日，面積29.54平方公里，2014年人口32,570，人口密度每平方公里1,100人。